# Cilly
Cilly är en kommun i departementet Aisne i regionen Hauts-de-France i norra Frankrike. Kommunen ligger  i kantonen Marle som ligger i arrondissementet Laon. År 2022 hade Cilly 175 invånare.

## Befolkningsutveckling
Antalet invånare i kommunen Cilly
Referens: INSEE